# Уир, Джулиан Олден
Джулиан Олден Уир (англ. Julian Alden Weir, 30 августа 1852, Уэст-Пойнт — 8 декабря 1919, Нью-Йорк) — американский художник-импрессионист.

## Жизнь и творчество
Дж. О. Уир родился в семье художника, профессора Военной академии, Роберта Уолтера Уира. Художником был также его брат, Джон Фергюсон Уир, руководивший с 1869 по 1913 год Школой изящных искусств Йельского университета. Первоначально оба брата брали уроки рисования у своего отца, затем Джулиан поступает в Национальную Академию дизайна в Нью-Йорке. В 1873—1877 он совершает поездку в Европу, чтобы продолжить художественное образование в Париже, где учился у Адольфа Ивона. В 1875 он впервые выставляется в Парижском салоне (с картиной A Britanny Interior, инспирированной творчеством его друга, художника Бастьен-Лепажа). В этот период Уир не принимает как живопись импрессионистов, так и своего соотечественника Уистлера, с которым знакомится в Лондоне в 1877 году.
Осенью 1877 года художник возвращается в Нью-Йорк. В том же году он становится одним из основателей Общества американских художников (Society of American Artists), президентом которого становится в 1882 году. В 1878 Уир начинает преподавательскую деятельность, сперва в Купер Юнион, а затем — в нью-йоркской Студенческой художественной лиге. Сам же он занимается преимущественно портретной и жанровой живописью, пишет также натюрморты, изображающие цветы.
В 1886 году, под влиянием работ Эдуарда Мане и увиденного на организованной в Нью-Йорке выставке французских имсперссионистов, он пишет свои первые импрессионистские полотна. Это были пейзажи, созданные Уиром в окрестностях его фермы в Бранчвилле, Коннектикут. В 1887 году к нему присоединяется его друг, художник Джон Генри Тватчмен. В том же году Уир начинает интересоваться графическим искусством. В 1888 году его картина Время бездействия была приобретена нью-йоркским музеем Метрополитен. В 1889 году Уир завоёвывает на Всемирной выставке в Париже серебряную медаль. В последующие годы художник развивает свой собственный художественный стиль, включая в него различные элементы, в том числе и из японской цветной графики. В 1893 он получает заказ на монументальную живопись для Всемирной Колумбовой выставки в Чикаго.
В конце XIX века Уир много делает для популяризации в США современного европейского, в особенности французского, искусства (например, работ Гюстава Курбе). Некоторое время он возглавляет Ассоциацию американских художников и скульпторов. В 1904 Уир удостаивается премии на Всемирной выставке в Сент-Луисе. В 1911 году организуется большая ретроспективная выставка его работ, прошедшая во многих городах восточного побережья и Среднего Запада США. В 1913 году Уир является одним из организаторов выставки Эрмори шоу в Нью-Йорке, для которой передаёт 25 своих картин. Стиль, в котором он рисует, до конца его жизни остаётся импрессионистским.
В 1915 году Джулиан Уир становится президентом Национальной Академии дизайна в Нью-Йорке. В 1960 году вышла его биография Жизнь и письма Джулиана Олдена Уира (англ. The Life and Letters of J. Alden Weir), основным автором которой стала его дочь и художница Дороти Уир Янг.

## Галерея

Некоторые работы
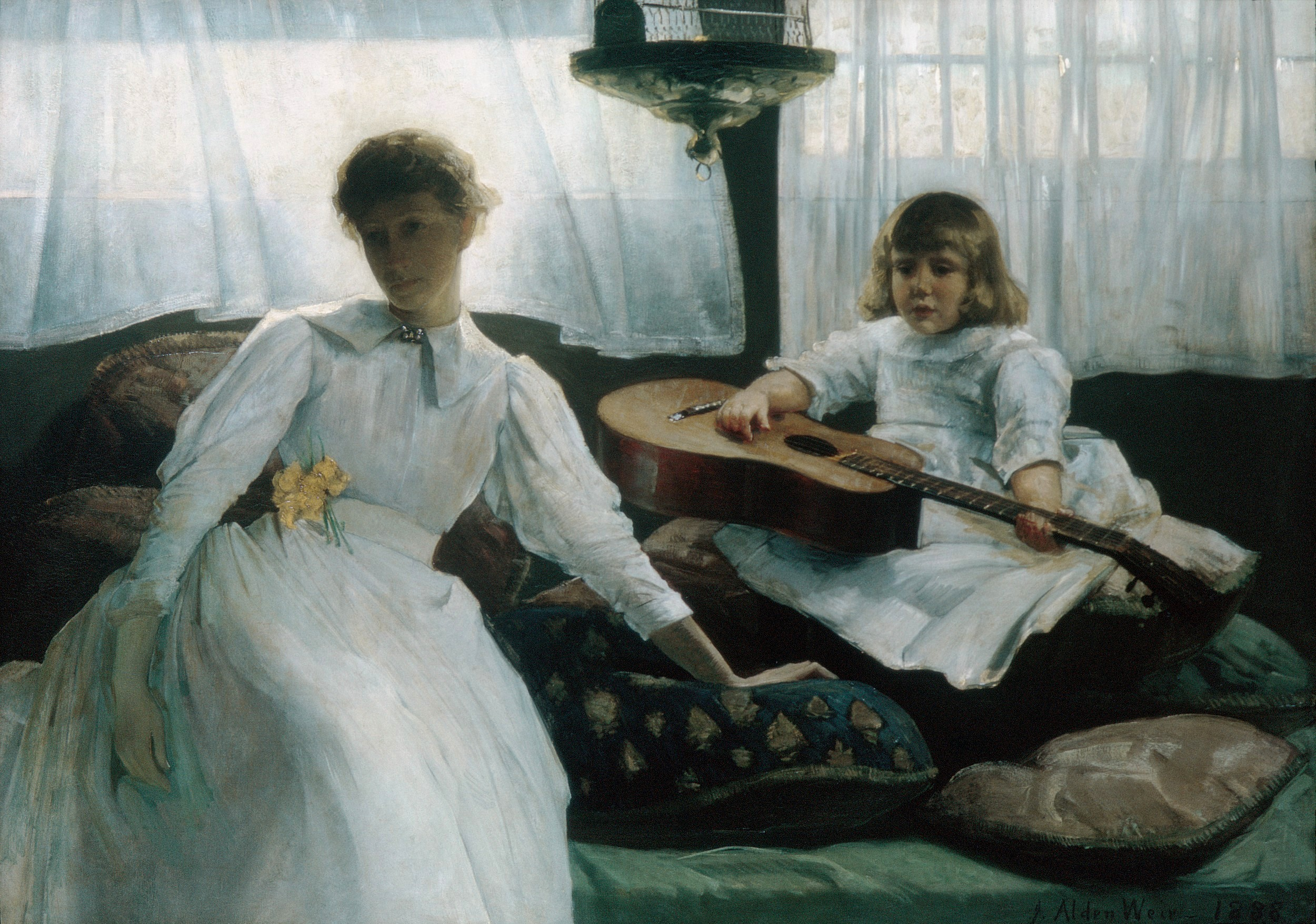
Время отдыха, 1888
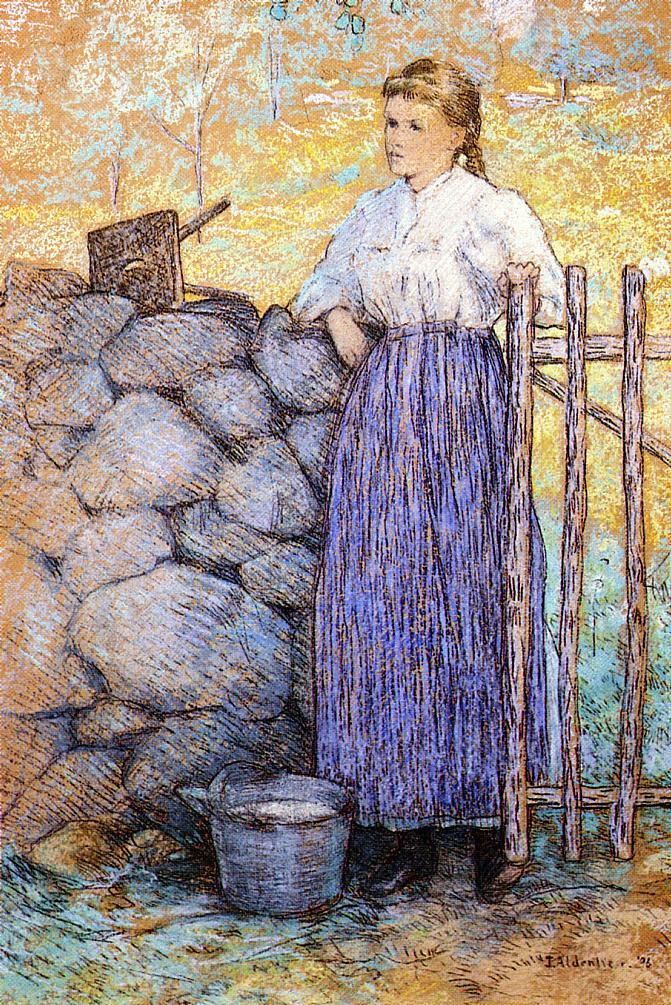
Девочка у ворот, 1896
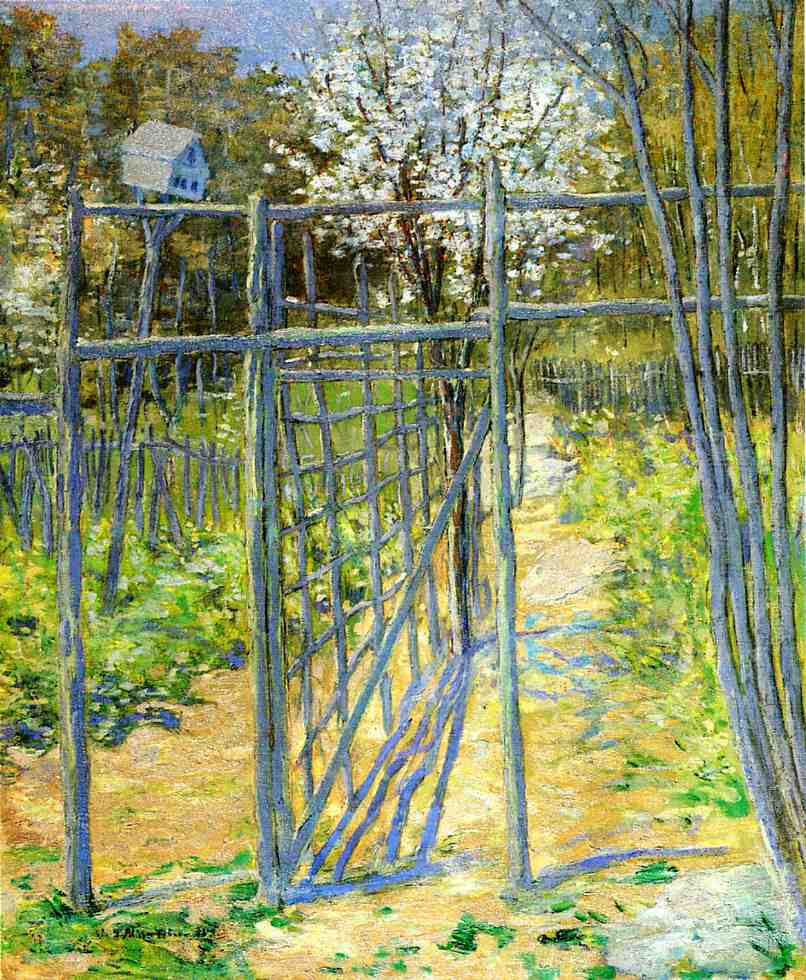
Серая решётка, 1891
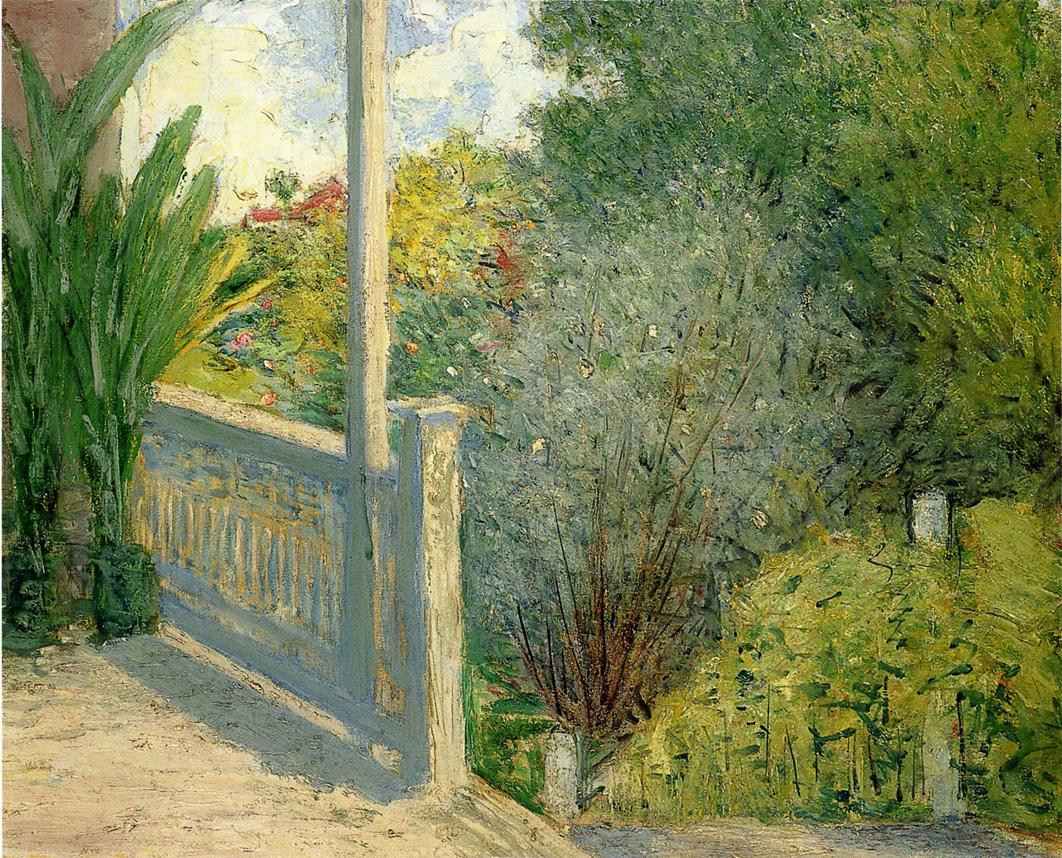
Веранда, 1900
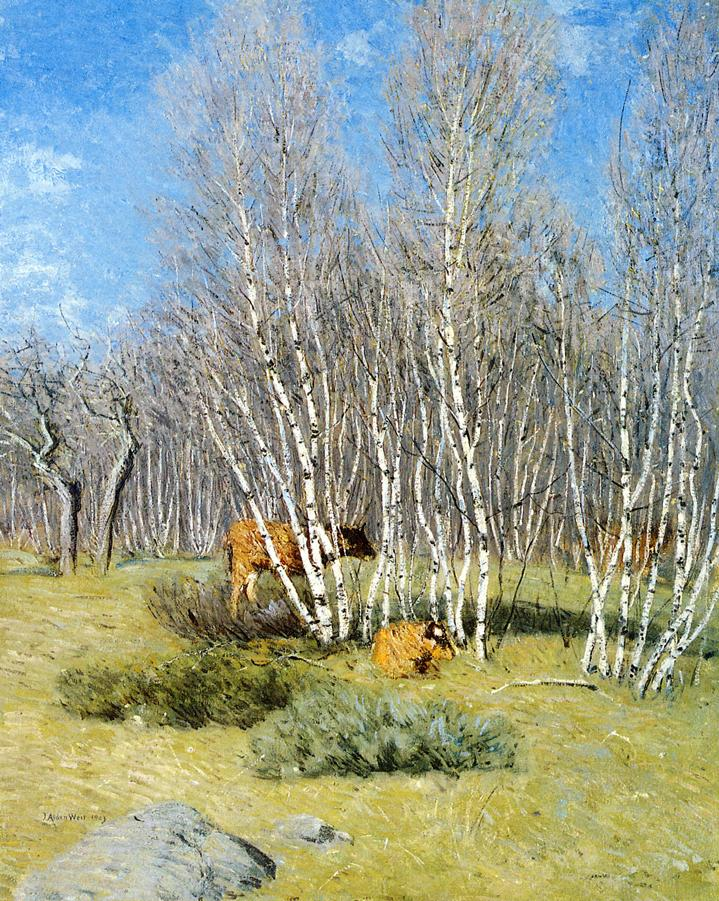
Берёзы, 1903
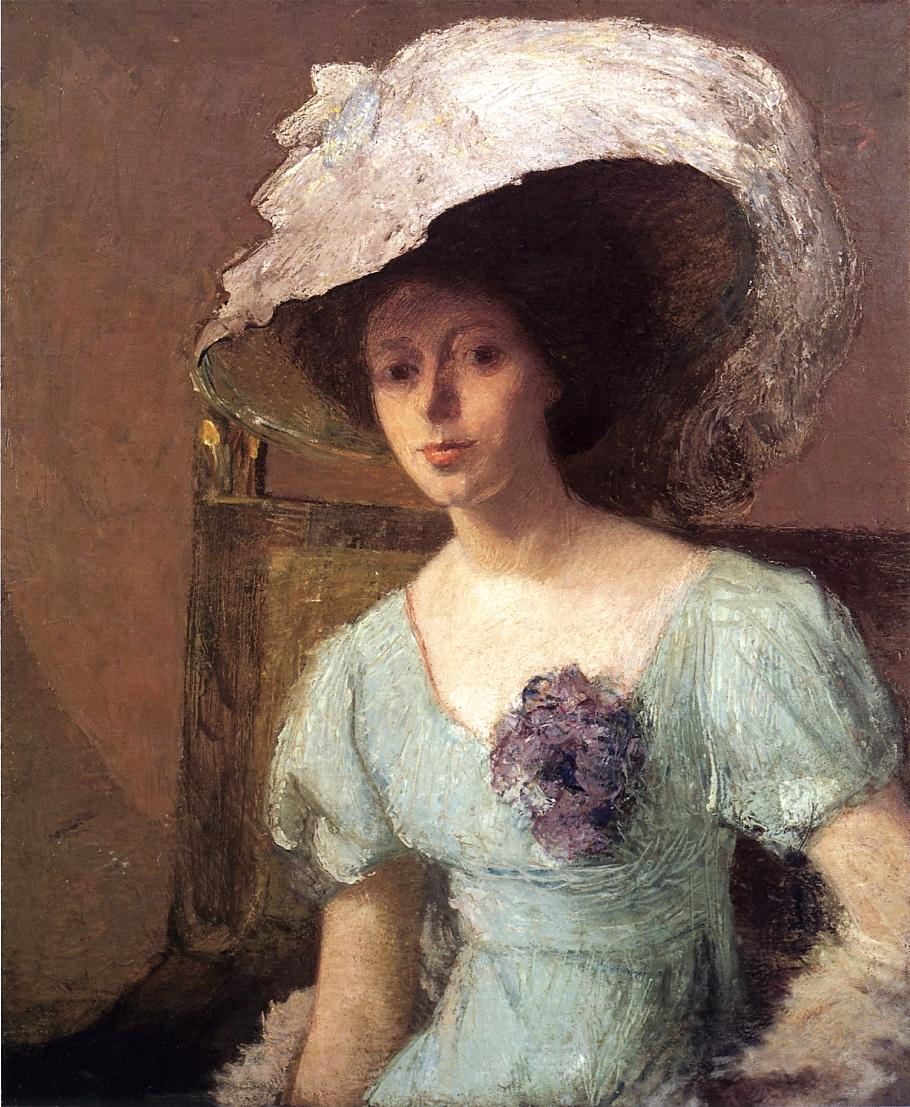
Голубое платье, 1907
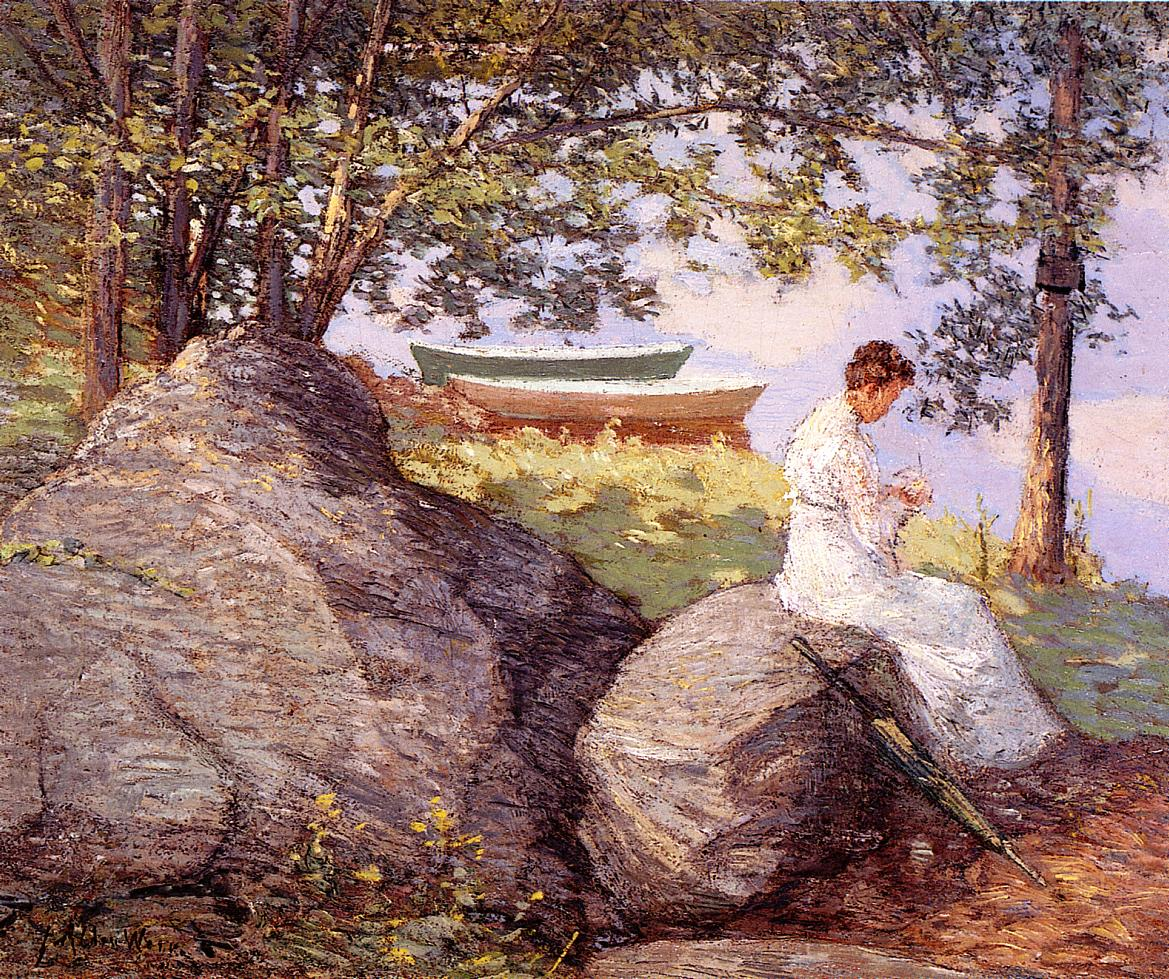
На берегу, 1909
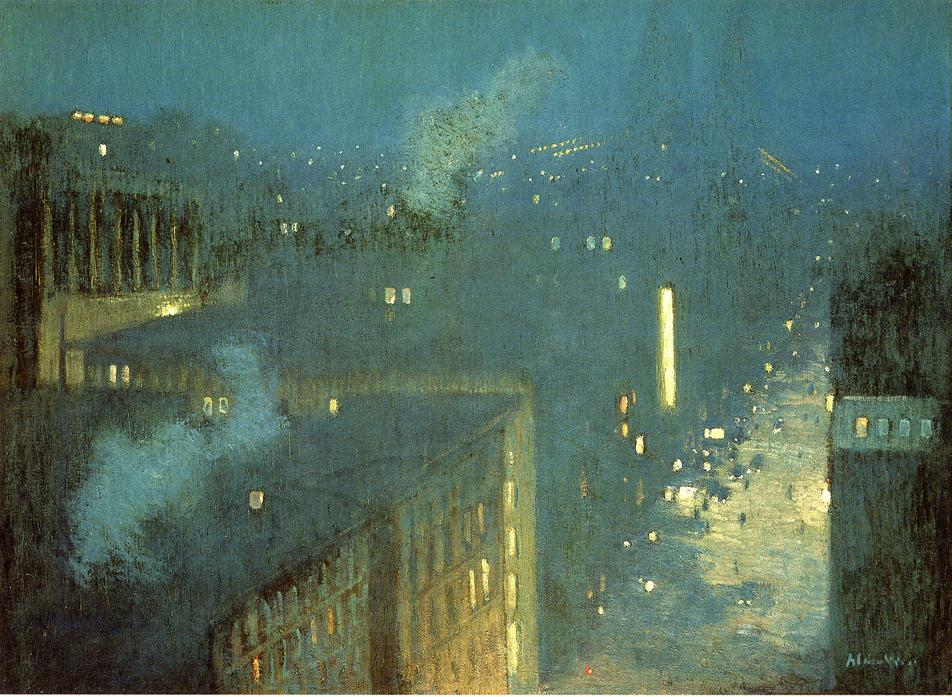
Ноктюрн. Мост Куинсборо, 1910
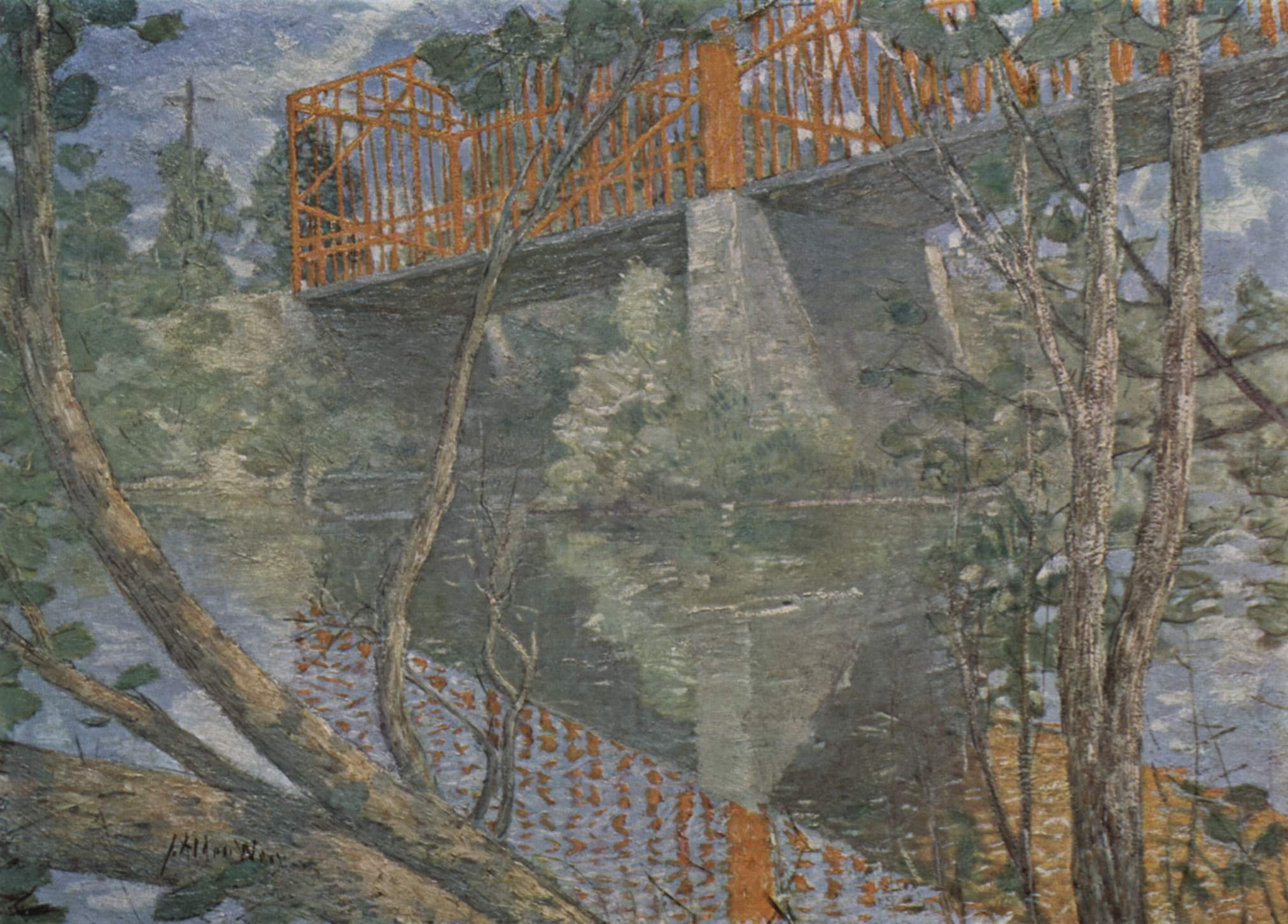
Красный мост, (1895)
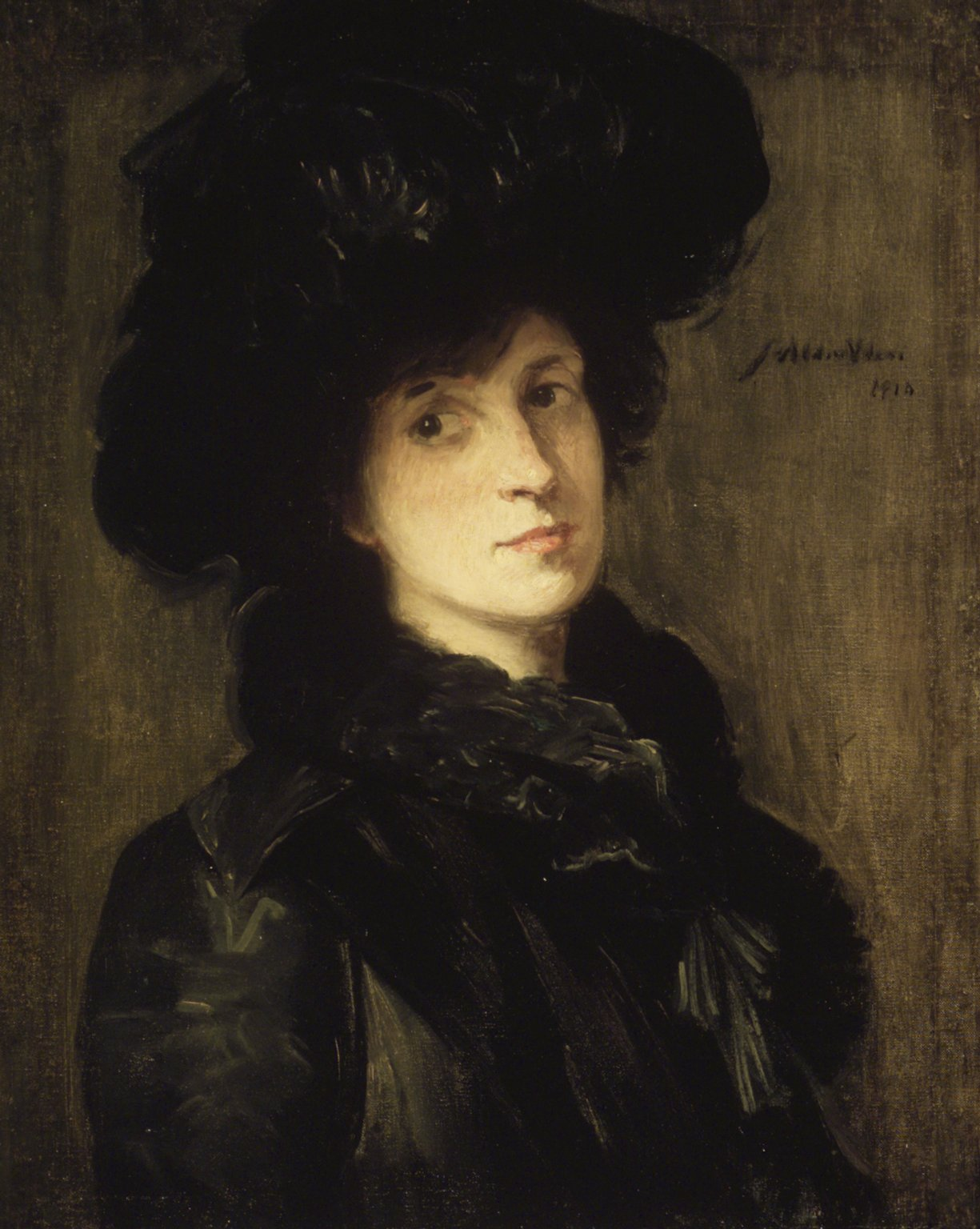
Девушка в чёрном (1910)
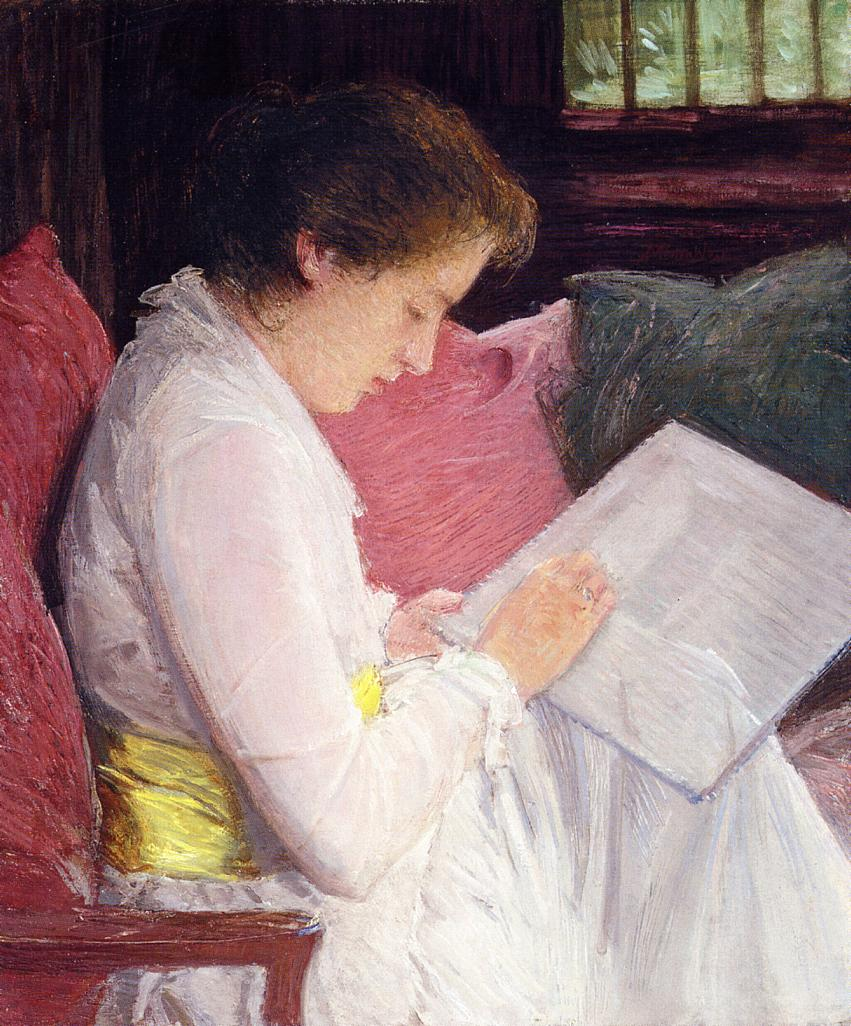
Вышивальщица
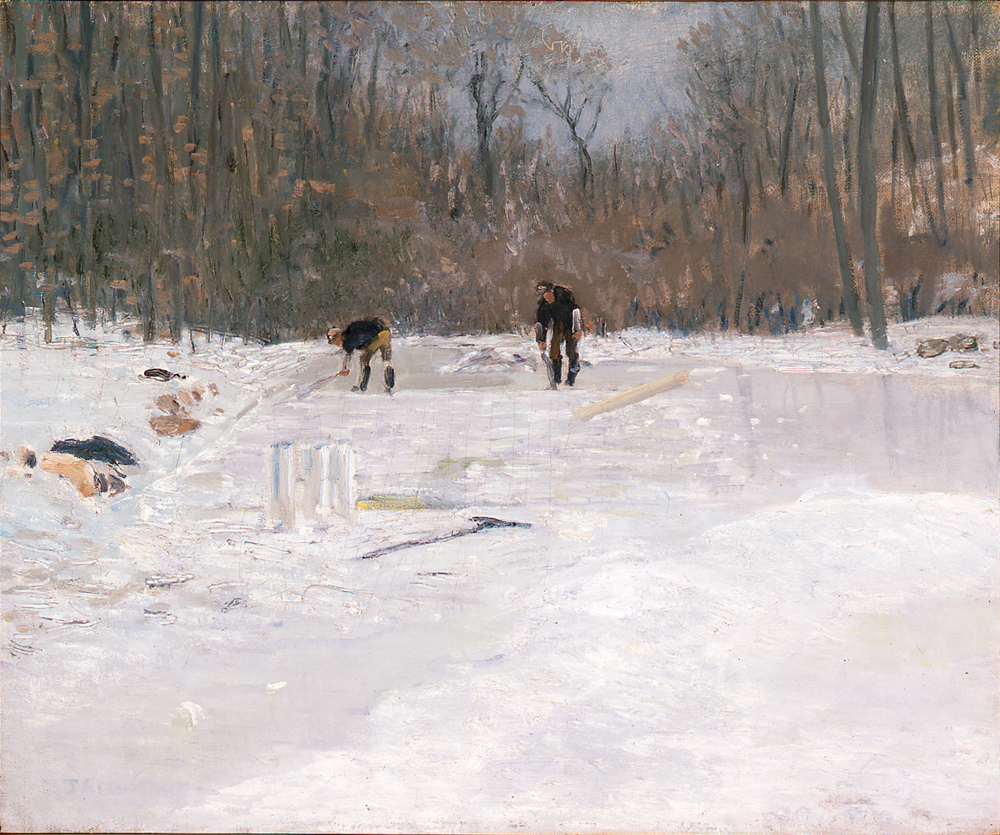
Конькобежцы (1895)